# Mauro Richeze
Mauro Abel Richeze Araquistain (Buenos Aires, 7 december 1985) is een Argentijns voormalig wielrenner. Zijn broers Roberto, Maximiliano en Adrián zijn ook wielrenner (geweest).

## Palmares

### Baanwielrennen
| 2013 |                       | ploegenachtervolging |  |  |  |                                                 |
| 2014 | scratch · puntenkoers | ploegenachtervolging |  |  |  | Zuid-Amerikaanse Spelen: · ploegenachtervolging |

### Wegwielrennen
2008 - 1 zege
9e etappe Ronde van Langkawi
2011 - 1 zege
6e etappe B Ronde van Uruguay
2012 - 3 zeges
1e etappe Ronde van Korea
3e etappe Ronde van Kumano
 Pan-Amerikaans kampioenschap op de weg, elite
2013 - 5 zeges
3e en 4e etappe Mzansi Tour
2e etappe Flèche du Sud
2e en 5e etappe Ronde van Servië
2015 - 2 zeges
6e en 7e etappe Ronde van Costa Rica
2016 - 2 zeges
8e etappe Vuelta a la Independencia Nacional
 Argentijns kampioen op de weg, Elite
2017 - 3 zeges
3e etappe A Ronde van Uruguay
2e A en 3e etappe Ronde van Chili

### Resultaten in voornaamste wedstrijden
| Jaar | Milaan-San Remo |  | WK op de weg |
| ---- | --------------- |  | ------------ |
| 2008 | opgave          |  |              |
| 2016 |                 |  | opgave       |

## Ploegen
- 2008 –  CSF Group-Navigare
- 2009 –  CSF Group-Navigare
- 2011 –  Ora Hotels-Carrera
- 2012 –  Team Nippo
- 2013 –  Team Nippo-De Rosa
- 2015 –  San Luis Somos Todos (vanaf 1-12)
- 2016 –  San Luis Somos Todos
- 2017 –  Asociación Civil Agrupación Virgen de Fátima
- 2018 –  Asociación Civil Agrupación Virgen de Fátima
- 2019 –  Asociación Civil Agrupación Virgen de Fátima
- 2020 –  Transportes Puertas de Cuyo
- 2021 –  Equipo Continental San Luis
- 2022 –  Chimbas Te Quiero
- 2023 –  Chimbas Te Quiero

Giacinti · Godoy · Guevara · Juárez · J.A.Lucero · A.Lucero · Martínez · Messineo · Mini · Moyano · Murgo · Quiroga · Richeze · Sartasov · Sosa
Bertola · Godoy · Guevara · Lucero · Mini · Moyano · Murgo · Quiroga · Richeze · Sosa · Torres
Cattapan · Escuela · Laguna · López · Montivero · Naranjo · A. Richeze · M. Richeze · Velardez · Zamora
Avella · Escuela · Gamero · López · Montivero · Naranjo · A. Richeze · M. Richeze · Roberto · Velardez · Zamora